# Prýskavý kryt
Prýskavý (křehký) kryt je grafická technika leptu, která vytváří širší linie s měkčím obrysem a půltónové čáry a plošky.

## Postup
Kovová deska se pokryje křehkým krytem, připraveným jedním z následujících receptů.

1. Řídký roztok syrského asfaltu v nemastném terpentýnu, nitroředidle nebo benzolu
2. Kalafuna rozpuštěná v bezvodém lihu, obarvená methylovou modří
3. Antikorozní asfaltový lak zředěný terpentýnem
4. Pevný kryt se pokryje kalafunovým práškem a zataví

Kryt je po odpaření ředidla třeba nahřát a ochladit, aby získal potřebnou křehkost. Prýskavost stoupá s tloušťkou krytu a také s hustotou roztoku asfaltu nebo kalafuny. Kresba do krytu se provádí rycí jehlou, pod níž kryt odprýskává v širší stopě s nerovnými okraji. Větší plochy se obnaží škrabkou, hrubší ruletou nebo moletou. Půltónové čáry a plošky lze vytvořit kresbou tužkou přes bronzovou nebo silonovou síťovinu nebo přes tenký papír s přilepeným smirkovým práškem. Měkké okraje ploch lze dosáhnout pomocí tvrdé gumy upevněné v držátku. Odprýskaný kryt se odstraňuje jemným vlasovým štětcem.
Před leptáním se větší odhalené plošky zapráší akvatintovým zrnem, které se přitaví. Během leptání je možno kresbu postupně vykrývat pomocí asfaltového laku, aby se dosáhlo větší rozmanitosti odstínů.